# トモタ
株式会社トモタは、山口県周南市に本社を置き、自動車教習所・都道府県労働局長登録教習機関を運営する企業である。
自動車整備業を営む友田総業株式会社の関連会社として友田音一が1964年に株式会社南陽自動車教習所を設立したのが始まりである。その後、南陽交通株式会社時代を経て、2024年時点では、株式会社トモタとして、南陽自動車学校と都道府県登録教習機関である新南陽クレーン教習所を運営している。このほか、警備事業、土木工事業も行っている。
なお、母体であった友田総業は2021年に宇部市の吉南株式会社（2023年以降はキチナングループ）の傘下に入っている。

## 主な事業

### 南陽自動車学校
創業者の友田音一は自動車修理部品の販売を通じて地域の交通安全運動に関わっており、一連の運動の中で自動車学校の開設の話を持ち掛けられ、1967年に当時の新南陽市土井に開設され、後に同市新田に移転する。
2020年代時点で普通自動車免許のほか、大型特殊免許、大型二種免許などの講習を行っている。2021年に開催された山口バイクフェスの会場にも使われた。

### 新南陽クレーン教習所
南陽自動車学校に併設する形で、労働安全衛生法成立の翌年、1973年に開設された。同年11月時点で、労働局指定教習機関（平成17年以降の登録教習機関）のクレーン教習所は13機関（北海道1、茨城1、栃木2、埼玉2、千葉1、東京1、山口1、福岡4）であり、同教習所が山口県内で唯一指定を受けていた。当時の新南陽市長の久楽利郎は時代の要請に応えるために山口県警察に依頼したとしている。2023年時点でも、山口県内でクレーン運転実技教習を行う登録教習機関は同教習所のみである。
山口県立農業大学校と連携して農業者向けにテールゲートリフター特別教習も実施しているほか、同教習所が全国フォークリフト運転競技大会の山口県予選会場にも使われている。
また、2024年時点で全国登録教習機関協会の会員・役員企業であり、同社代表者が平成29年度中央労働災害防止協会緑十字賞、令和3年度厚生労働大臣功績賞を受賞している。

## その他の事業
- 南陽レンタカー[16]
- 近代警備事業部[17]

## 関連企業
- 下松自動車学校